# Episodi di Mahōka kōkō no yūtōsei

Logo della serie

Questa è la lista degli episodi dell'anime Mahōka kōkō no yūtōsei, adattamento dell'omonima serie di manga disegnata da Yu Mori nonché spin-off della serie di light novel The Irregular at Magic High School.
A fine dicembre 2020 è stato rivelato che la serie manga spin-off, Mahōka kōkō no yūtōsei, avrebbe ricevuto un adattamento televisivo, andato in onda dal 3 luglio al 25 settembre 2021 su Tokyo MX e altre reti. La serie è animata dallo studio Connect e diretta da Hideki Tachibana, con la sceneggiatura e la supervisione di Tsuyoshi Tamai, Ryōsuke Yamamoto e Takao Sano che curano il character design e Taku Iwasaki che è tornato a comporre la colonna sonora. La sigla d'apertura 101 è cantata da Sangatsu no Phantasia mentre quella di chiusura è Double Standard eseguita da Philosophy no Dance. La serie vede come protagonista Miyuki Shiba, sorella minore di Tatsuya, e il suo punto di vista sugli avvenimenti dei primi due archi narrativi della serie principale.

## Lista episodi
| Nº | Titolo italiano (traduzione letterale) Giapponese 「Kanji」 - Rōmaji | In onda           | In onda |
| Nº | Titolo italiano (traduzione letterale) Giapponese 「Kanji」 - Rōmaji | Giapponese        |         |
| 1  | Lo adorerò per il resto della mia vita 「一生大事にします」 - Isshō daijini shimasu | 3 luglio 2021     |         |
| 1  | Il giorno del suo compleanno, Miyuki Shiba viene portata ad un appuntamento dal fratello maggiore Tatsuya. Maya Yotsuba, il capo della famiglia Yotsuba, convoca improvvisamente Tatsuya tramite il maggiordomo Hayama per affrontare un mago malvagio e rafforzato con un'attitudine al fuoco che intende attaccare il centro commerciale dove Miyuki sta aspettando, vicino alla sede del Kanto dell'Associazione Magica. Il mago inizia a commettere incendi dolosi nel centro commerciale, ma viene fermato e sconfitto da Miyuki. L'incidente attira l'attenzione della presidente del Consiglio Studentesco del Primo Liceo Privato di Magia, Mayumi Saegusa, che identifica Miyuki come una loro studentessa, e della direttrice del Comitato Disciplinare della scuola, Mari Watanabe, che decidono di reclutarla. |                   |         |
| 2  | Posso unirmi a voi? 「ご一緒してもいいですか？」 - Go issho shite mo ii desu ka? | 10 luglio 2021    |         |
| 2  | Honoka Mitsui riesce a stringere amicizia con Miyuki, che ha attirato la sua attenzione fin dall'esame di ammissione. Honoka scopre che Tatsuya, la cui magia durante lo stesso esame l'ha affascinata, è il fratello maggiore di Miyuki e uno studente del Corso 2, credendo che sia uno studente del Corso 1 come loro. Dopo le lezioni, i gruppi di Tatsuya e Shin Morisaki iniziano a litigare fra loro a causa della frequentazione di Miyuki con il fratello e i suoi compagni del Corso 2. Honoka tenta di fermare la rissa, ma la sua magia viene fermata da Mayumi, accompagnata da Mari. Mentre sta per essere interrogata per aver cercato di usare un incantesimo offensivo, Honoka viene difesa da Tatsuya, che dice che stava evocando una semplice magia di luce. Honoka e la sua amica Shizuku Kitayama vengono poi a sapere che Miyuki è entrata a far parte del Consiglio Studentesco e che suo fratello è stato reclutato nel Comitato Disciplinare, ma si arrabbiano dopo aver sentito alcuni commenti negativi nei confronti di Tatsuya da parte di alcuni studenti del Corso 1. Nonostante la discriminazione tra gli studenti del Corso 1 e quelli del Corso 2, Honoka è comunque in grado di far unire Miyuki al gruppo di Tatsuya durante il pranzo.                                                                                                 |                   |         |
| 3  | Il club investigativo delle ragazze è qui! 「少女探偵団、始動よ！」 - Shōjo tantei-dan, shidō yo! | 17 luglio 2021    |         |
| 3  | Honoka e Shizuku vengono assalite dai membri di vari club che cercano di reclutarle durante la settimana di reclutamento della scuola, ma vengono salvate da Eimi Akaechi in sella a un cavallo. In seguito, il trio avverte un'onda psionica proveniente dal dojo e apprendono che Tatsuya ha placato un litigio tra i club di kendo e kenjutsu all'interno. Passando di soppiatto davanti ai reclutatori del club, Honoka, Shizuku ed Eimi assistno al tentativo di Tatsuya di fermare una rissa tra studenti, quando una figura sconosciuta lancia un incantesimo Air Bullet verso di lui, ma Tatsuya lo elude. Il trio decide di indagare segretamente sull'aggressore, costituendosi sotto il nome di "Club investigativo delle ragazze," e osserva Tatsuya alle prese con un altro incidente che lo vede protagonista. Più tardi, durante la notte, Tatsuya rivela a Miyuki che Honoka, Shizuki ed Eimi lo stavano osservando. Il giorno seguente, il Club investigativo delle ragazze scopre che il capitano della squadra di kendo Kinoe Tsukasa è coinvolto nell'incidente di Tatsuya. |                   |         |
| 4  | Amici 「友達」 - Tomodachi | 24 luglio 2021    |         |
| 4  | Durante il pranzo con Miyuki, Mayumi, Mari e la segretaria del Consiglio Studentesco Azusa Nakajou, Tatsuya rivela ciò che è accaduto tra il suo incontro con Sayaka Mibu, che ha salvato durante l'incidente nel dojo, in merito alla discriminazione degli studenti del Corso 2. Giunge alla conclusione che dietro le convinzioni deliranti di Sayaka si celi un'organizzazione chiamata Blanche. L'infiltrazione dell'organizzazione nella scuola fa preoccupare Miyuki, ma Tatsuya la rassicura che si occuperò di loro prima che la famiglia Yotsuya possa fare la sua mossa. Il giorno seguente, il Club investigativo delle ragazze segue Kinoe, ma viene condotto in una trappola e attaccato dai suoi colleghi di Blanche. Miyuki salva Honoka, Shizuki ed Eimi ed è contenta che siano sue amiche per aver cercato di catturare l'aggressore di Tatsuya del giorno precedente per il bene di suo fratello. Grazie alle informazioni di Kokonoe Yakumo su Kinoe e alla sua relazione con Hajime, leader della filiale di Blanche e suo fratellastro, Miyuki e Tatsuya apprendono che l'organizzazione potrebbe causare un disturbo durante l'incontro tra il Consiglio Studentesco e la coalizione di studenti contrari alla discriminazione. |                   |         |
| 5  | Non permetterò a nessuno di interferire 「手出しはさせません」 - Tedashi wa sasemasen | 31 luglio 2021    |         |
| 5  | Blanche attacca il Primo Liceo, e durante l'assalto Honoka, Shizuki ed Eimi incontrano alcuni dei suoi membri e li sconfiggono. Miyuki e Tatsuya vedono il trio che li arresta e consigliano loro di seguire l'ordine di evacuazione del Consiglio Studentesco. Honoka, Shizuku ed Eimi notano che Kinoe è accompagnato dai membri di Blanche e li seguono. Il trio sconfigge i membri di Blanche, tranne Kinoe che riesce a sfuggirgli, ma viene poi arrestato dai membri del Comitato Disciplinare. In seguito all'attacco, Miyuki e Tatsuya decidono di infiltrarsi nel nascondiglio di Blanche. Con l'aiuto di Katsuto Jumonji, Takeaki Kirihara, Erika Chiba e Leonhard Saijo, Miyuki e Tatsuya sconfiggono l'organizzazione. Miyuki si sente in colpa per aver esagerato nell'uso della sua magia Niflheim contro i nemici, con il risultato che Tatsuya usa la sua abilità di rigenerazione per guarirli, ma viene confortata dal fratello. Miyuki e gli amici di Tatsuya festeggiano poi il suo compleanno. Altrove, le studentesse del Terzo Liceo Airi Isshiki, Toko Tsukushīn e Shiori Kano iniziano il loro allenamento in vista dell'imminente Torneo delle Nove Scuole. |                   |         |
| 6  | Inizia il Torneo delle Nove Scuole 「九校戦、開幕です」 - Kyūkōsen, kaimaku desu | 7 agosto 2021     |         |
| 6  | Miyuki, Honoka e Shizuku sono tra gli studenti selezionati per partecipare al Torneo delle Nove Scuole grazie ai loro migliori punteggi agli esami del primo semestre. Tatsuya è stato selezionato per far parte dello staff di ingegneri per i concorrenti. Durante l'evento di incontro sociale per i partecipanti delle Nove Scuole affiliate all'Università Nazionale di Magia, Miyuki, Honoka e Shizuku vengono accolte da Airi, Toko e Shiori. Il giorno della competizione, Mayumi e Mari vincono rispettivamente i loro incontri per le prove ufficiali di Speed Shooting e Battle Board. Durante un'altra gara per l'evento Battle Board, Mari e una concorrente del Settimo Liceo sono coinvolte in incidente in pista, con la conseguente vittoria di Saho Mizuo del Terzo Liceo e la rinuncia di Mari a gareggiare. A causa di questo imprevisto, Miyuki viene scelta da Mayumi come sostituta di Mari per l'evento ufficiale Mirage Bat invece che per l'evento per gli esordienti. |                   |         |
| 7  | Arithmetic Chain 「数学的連鎖」 - Arisumatikku Chein | 14 agosto 2021    |         |
| 7  | Shizuku e Shiori vincono i loro incontri per l'evento Speed Shooting per esordienti e si affrontano in semifinale. Nonostante la sequenza magica Arithmetic Chain di Shiori, che la aiuta a calcolare più velocemente di un supercomputer, Shizuku vince l'incontro grazie al suo CAD (Casting Assistant Device), il dispositivo che permette di innescare le magie, generalizzato con un mirino ausiliario realizzato da Tatsuya. L'incantesimo Active Air Mine usato da Shizuku durante l'incontro viene registrato da Tatsuya nel database dell'Università Nazionale di Magia con il nome di lei e non di lui, nonostante sia l'ideatore. Per l'evento Battle Board per esordienti, Honoka vince l'incontro utilizzando un incantesimo di magia di luce sviluppato da Tatsuya per lei. Nel frattempo, Shiori, ancora depressa per aver perso l'incontro, viene confortata da Mizuo, che le dice che Airi non la abbandonerà perché è felice di trovare in lei sia una amica che una rivale. Ciò motiva Shiori a ricongiungersi con Airi il mattino seguente. |                   |         |
| 8  | Inferno 「氷熱地獄」 - Inferuno | 21 agosto 2021    |         |
| 8  | Nanami Kasuga e Subaru Satomi del Primo Liceo perdono entrambe il loro incontro contro Airi nell'evento Crowd Ball per esordienti a causa della reazione sovrumana della loro avversaria. Per l'evento Ice Pillars Break per esordienti, Shiori ed Eimi, grazie all'incantesimo sviluppato da Tatsuya per lei, vincono i rispettivi incontri, il che le porterà ad affrontarsi presto in un altro match. Miyuki è la prossima a gareggiare nell'incontro Ice Pillars Break, dimostrando il suo incantesimo Inferno per sconfiggere la sua avversaria. Dopo cena, Miyuki e le sue amiche incontrano il gruppo di Airi, che riconosce la forza di Miyuki. |                   |         |
| 9  | Perché eri al mio fianco 「あなたがいたから」 - Anata ga ita kara | 28 agosto 2021    |         |
| 9  | Durante l'incontro Ice Pillars Break, Eimi lotta per distruggere i pilastri di ghiaccio fortificati di Shiori. Alla fine vince l'incontro scagliando uno dei suoi pilastri rimanenti, applicando una forza sufficiente a rompere i restanti pilastri fortificati di Shiori, a costo di esaurire le forze. L'evento Ice Pillars Break per esordienti si concluse con i primi tre posti di Miyuki, Shizuku ed Eimi. Eimi decide di declinare l'offerta di Mayumi di conquistare il primo posto con le altre due, ma Shizuku vuole sfidare Miyuki, cogliendo l'opportunità di misurarsi con una maga di alto livello come lei. Per l'incontro finale del Battle Board per esordienti, Honoka riesce a vincere contro Toko applicando il piano e l'allenamento che Tatsuya ha ideato per lei. |                   |         |
| 10 | Non voglio perdere 「負けたくない」 - Maketakunai | 4 settembre 2021  |         |
| 10 | Durante la partita finale dell'evento Ice Pillar Break per esordienti tra lei e Miyuki, Shizuku estrae un secondo CAD mentre ne sta usando un altro, sorprendendo tutti i presenti poiché è ritenuto impossibile utilizzare due CAD contemporaneamente. Lancia quindi la magia Phonon Maser, appresa da Tatsuya, nel tentativo di distruggere i pilastri di Miyuki. Alla fine dell'incontro, Miyuki vince contro Shizuku dopo aver scatenato la sua magia Niflheim. Nonostante l'amarezza per la sconfitta, Shizuku decide di aggregarsi a Honoka, Miyuki e Tatsuya mentre mangiando dei dolci. Per l'evento Mirage Bat per esordienti, Subaru e Honoka vincono l'incontro con Tatsuya come ingegnere In seguito, durante l'evento Monolith Code per esordienti si verifica un incidente che coinvolge la squadra di Morisaki. |                   |         |
| 11 | Fratello, buona fortuna 「お兄様、ご武運を」 - Onii-sama, gobuun o | 11 settembre 2021 |         |
| 11 | Tatsuya continua a sostenere Honoka e Subaru nel loro incontro del Mirage Bat, portandole a conquistare il primo e il secondo posto nell'incontro finale. Più tardi, le amiche di Miyuki apprendono che Tatsuya è stato selezionato per partecipare all'incontro del Monolith Code al posto della squadra di Morisaki. Nel frattempo, Miyuki viene a sapere da Tatsuya del coinvolgimento dell'organizzazione No Head Dragon nei sabotaggi contro il Primo Liceo per impedirne la vittoria. Honoka, Shizuki, Eimi e le altre propongono a Miyuki di proteggere segretamente Tatsuya dai sabotatori per ripagarlo dell'aiuto che ha fornito loro nelle partite precedenti, quindi cominciano a sorvegliare le arene che saranno utilizzate per l'incontro del Monolith Code. Toko, che si trova con Airi e Shiori al momento dell'incontro con Honoka e Shizuku, percepisce degli spiriti inquieti nelle linee temporanee, capendo che si tratti di un atto deliberato per aiutare il Terzo Liceo a vincere la sfida contro il Primo Liceo. Airi e le sue amiche offrono il loro aiuto per arrestare gli agenti dei No Head Dragon presenti in un'arena, mentre Miyuki, con l'assistenza di Honoka e Shizuku, congela le linee temporanee. Dopo aver risolto il problema, Miyuki e le sue amiche tornano ad assistere alla partita tra le squadre di Masaki Ichijou e Tatsuya. |                   |         |
| 12 | Volerò! 「飛びます！」 - Tobimasu! | 18 settembre 2021 |         |
| 12 | Durante la prima partita dell'evento ufficiale del Mirage Bat, Keiko Kobayakawa del Primo Liceo cade dal cielo dopo che il suo CAD smette improvvisamente di funzionare, ma viene salvata dallo staff del torneo. Tatsuya deduce che l'incidente è un sabotaggio contro la loro scuola e in seguito trattiene uno dei membri dello staff per aver sabotato il CAD di Miyuki. La voce che Tatsuya sia diventato violento si diffonde tra le altre scuole, finché Mayumi non lo prende in giro perché lo fa per il bene della sorella, facendo sì che le altre scuole vedano l'incidente come un caso di complesso per la sorella. Durante il secondo incontro per l'evento ufficiale del Mirage Bat, Miyuki usa il dispositivo magico per il volo sviluppato da Tatsuya per vincere. Dopo l'incontro, sente il fratello parlare con i funzionari del torneo del suo dispositivo magico per il volo. Nel frattempo, i No Head Dragon decidono di tentare di bloccare la competizione inviando il loro agente Generator, ma vengono ostacolati dai membri delle Forze di Difesa Nazionale. Durante la sfida finale dell'evento ufficiale Mirage Bat, Airi viene a sapere che le altre scuole hanno intenzione di usare il dispositivo magico per il volo dopo che le sue informazioni sono state divulgate dai funzionari del torneo.                                            |                   |         |
| 13 | Non posso perdere 「ゆずれない想い」 - Yuzurenai omoi | 25 settembre 2021 |         |
| 13 | Nell'incontro finale dell'evento ufficiale del Mirage Bat, le avversarie di Miyuki iniziano a usare la magia di volo, ma lei continua a dominare l'incontro. Airi decide di combinare il suo incantesimo di salto con la magia di volo, dando vita a un intenso combattimento tra lei e Miyuki, e quest'ultima ne esce vittoriosa. Mentre le amiche di Miyuki e Airi fanno il bagno insieme, Tatsuya si reca dai No Head Dragon per eliminarli. Durante la festa, Mayumi rivela ad Azusa il vero motivo della differenza tra gli studenti del Corso 1 e del Corso 2. In seguito, Tatsuya riceve da Jumonji l'offerta di unirsi ai Dieci Clan Maestri con un matrimonio politico. Quando la festa volge al termine, Miyuki e Tatsuya condividono il loro ultimo ballo. Tempo dopo, Shizuku si trova negli Stati Uniti per un programma di scambio con l'estero dalla durata di tre mesi, e Miyuki e le sue amiche danno il benvenuto alla studentessa straniera venuta al suo posto. |                   |         |

## Home video

### Giappone
Gli episodi sono stati pubblicati in DVD e Blu-ray dal 29 settembre 2021 al 26 gennaio 2022.
| Volume | Episodi | Data di pubblicazione |
| ------ | ------- | --------------------- |
| 1      | 1-2     | 29 settembre 2021     |
| 2      | 3-5     | 27 ottobre 2021       |
| 3      | 6-8     | 24 novembre 2021      |
| 4      | 9-11    | 22 dicembre 2021      |
| 5      | 12-13   | 26 gennaio 2022       |